# سپالپا (اکلاهما)
سپالپا(به انگلیسی: Sapulpa) شهری در ایالت اکلاهما کشور ایالات متحده آمریکا است که جمعیت آن در سرشماری سال ۲۰۱۰ میلادی، ۲۰٬۵۴۴ نفر بوده‌است.